# Кылыч, Гюндюз
Баба Гюндюз Кылыч (тур. Baba Gündüz Kılıç; 29 октября 1918, Стамбул — 17 мая 1980, Нью-Йорк, Нью-Йорк) — турецкий футболист, нападающий, тренер.

## Биография
Гюндюз Кылыч родился 29 октября 1918 года в Константинополе (сейчас Стамбул).
Учился в Галатасарайском лицее.

### Игровая карьера
Играл в футбол на позиции нападающего. Провёл почти всю карьеру в «Галатасарае» (1934—1945, 1946—1953), был капитаном команды. Также во время армейской службы выступал за «Анкара Демирспор» (1945—1946). В 1938 году прерывал игровую карьеру, поскольку жил в Германском рейхе, где учился в университете.
Автор до сих пор не превзойдённого достижения для стамбульских дерби: играя за «Галатасарай», он забил пять мячей в одном матче в ворота «Бешикташа».
В составе «Галатасарая» выиграл чемпионат Турции (1939), Стамбульскую футбольную лигу (1949) и дважды — Кубок Стамбульской футбольной лиги (1942—1943).
В 1936 году вошёл в состав сборной Турции по футболу на летних Олимпийских играх в Берлине, поделившей 9-16-е места. В единственном матче 1/8 финала против сборной Норвегии (0:4) не участвовал.
В 1948 году вошёл в состав сборной Турции по футболу на летних Олимпийских играх в Лондоне, поделившей 5-8-е места. Играл на позиции нападающего, провёл 2 матча, забил 2 мяча в ворота сборной Китая.
В 1936—1951 годах провёл за сборную Турции 11 матчей, забил 5 мячей.

### Тренерская карьера
По окончании игровой карьеры стал тренером, большую часть времени работал с «Галатасараем» (1952—1953, 1954—1957, 1960—1967). В его составе завоевал и все тренерские трофеи: он по два раза выигрывал с командой чемпионат Турции (1962—1963) и Стамбульскую футбольную лигу (1955—1956), трижды — Кубок Турции (1963, 1965—1966), один раз — Суперкубок Турции (1966). В сезоне-1962/1963 Кылыч довёл «Галатасарай» до четвертьфинала Кубка европейских чемпионов: под его началом турки выиграли у бухарестского «Динамо» и польской «Полонии», а в борьбе за выход в финал потерпели поражения от будущего обладателя трофея итальянского «Милана». Это достижение «Галатасарай» побил только в 1989 году.
Также работал с «Вефой» (1953—1954), «Ферикёем» (1959—1960), «Алтаем» (1968—1969) и «Бешикташем» (1971—1972).
В 1954 году тренировал сборную Турции.
Умер 17 мая 1980 года в американском городе Нью-Йорк. Похоронен на кладбище Ашиян Асри в Стамбуле.

## Достижения

### В качестве игрока
Галатасарай
- Чемпион Турции: 1939.
- Чемпион Стамбульской лиги: 1949.
- Обладатель Кубка Стамбульской лиги (2): 1942, 1943.

### В качестве тренера
Галатасарай
- Чемпион Турции (2): 1962, 1963.
- Обладатель Кубка Турции (3): 1963, 1965, 1966.
- Обладатель Суперкубка Турции: 1966.
- Чемпион Стамбульской лиги (2): 1955, 1956.